# Геопарк Центральной Каталонии
Геологический и горный парк Центральной Каталонии (исп. Geoparc de la Catalunya Central, англ. Geological and Mining Park of Central Catalonia) — геопарк, расположенный в Каталонии, Испания. С сентября 2012 года — член Европейской сети геопарков под эгидой ЮНЕСКО, один из 11 геопарков Испании, включённых в эту ассоциацию. Образован комаркой Бажес и муниципалитетом Кольбато для защиты своего геологического наследия и развития геотуризма в регионе.
Под эгидой геотуризма Геопарк объединяет основные геологические и горнодобывающие достопримечательности региона в «туристические пакеты», включающие в себя природу, геологию, горную промышленность, гастрономию и культурное наследие региона. В бизнес-сеть геопарка входят более 400 компаний, связанных с туризмом.
Период формирования рельефа, представленный в районе Геопарка Центральной Каталонии — последние 42 миллиона лет.
В границах Геопарка представлено разнообразие осадочных пород, возникших в результате накопления наносов древних рек, дельт и морей — так возникли месторождения известняка, гипса и соли, осаждавшихся на дне водоёмов. Благодаря процессу седиментации регион оказался богат известняками и такими полезными ископаемые, как галит (каменная соль) и сильвин (калийная соль), что повлияло на развитие территории.
Каталонский метасоматозный бассейн — значительный пример образования хемогенных горных пород, возникших в результате испарения древнего моря, исчезнувшего 37 миллионов лет назад в результате подъёма Пиренеев. За этими изменениями последовала интенсивная эрозия территории, породившая впечатляющие скальные образования и сформировавшая существующий ландшафт. Наиболее ярким примером такой эрозии является гора Монсеррат.
Геопарк включает в себя 46 объектов, представляющих геологический и горнодобывающий интерес. Кроме собственно геологических объектов — разломов, скал, пещер, водопадов и т. д. — в парке сохраняются объекты и старинные сооружения, связанные с историей горного дела и виноделия в регионе. Живописность ландшафту придают многочисленные постройки из автохтонных пород, разбросанные по деревням и лесам — фермы виноградарей и печи для обжига известняка и производства черепицы и керамической плитки.
Среди основных объектов Геопарка:
- Нитрокалитные пещеры Салнитре[исп.], Кольбато.

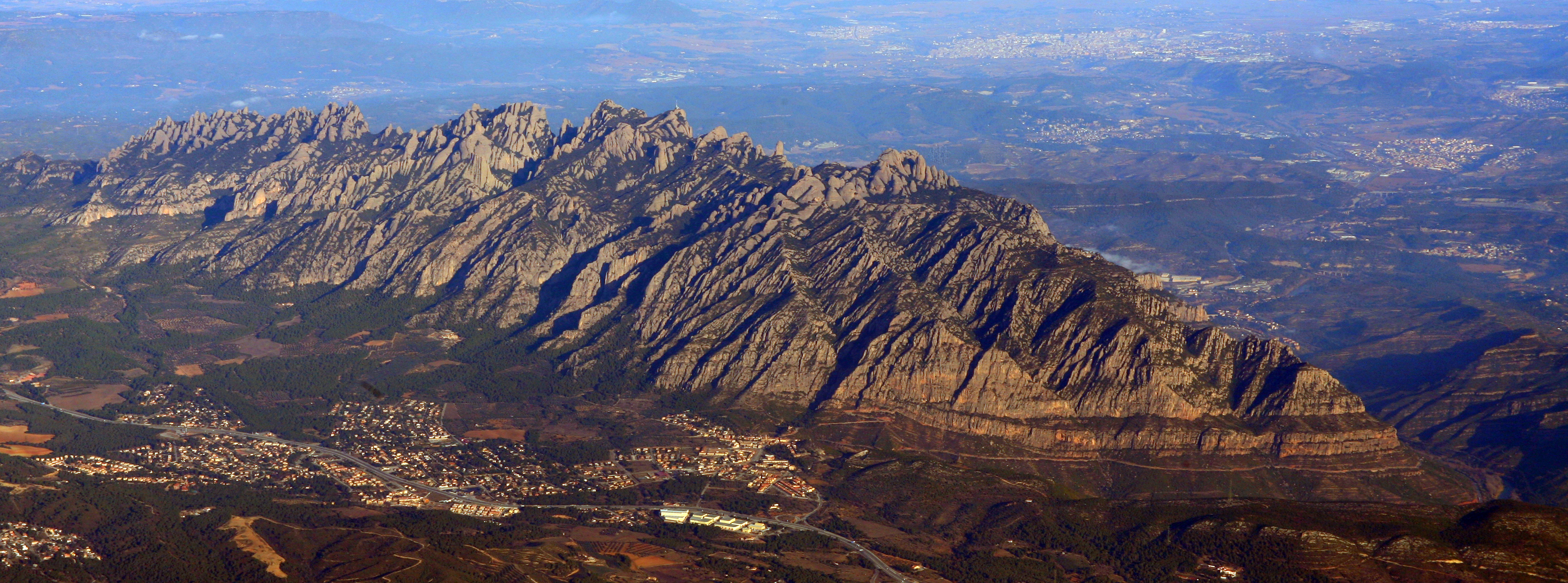
Вид на утёсы Монсеррат

- пещеры Толл[исп.], Мойя. Сформированные в известковом массиве возрастом 38 млн лет, известны также как дворец «Четвертичного периода» благодаря находкам эпохи Среднего палеолита.
- Природный парк Монсеррат[кат.], рельеф древней дельты Монсеррат, Монастырь Святой Марии и его скиты в скалах.
- Природный парк Сан-Лоренсо[исп.], Сан-Льоренс-дель-Мунт[исп.] и Обак[исп.]. Скалы, сформированные в Третичный период, гора Туро-Роч[кат.] и монастырь[исп.] Романского периода.
- Пуч-де-ла-Бальма[кат.], средневековый фермерский дом XII века, пристроенный к скале, Мура.
- «Русские горы», Сан-Висенте-де-Кастельет.
- древний меандр реки, Кальдерс[кат.].
- Сурия, основной пункт добычи калийной соли, сильвина и карналлита в Каталонии и замок[кат.], основанный в VIII веке.
- Остатки иберийского поселения[исп.] доримского периода на горе Когулло[кат.], Сальен.
- Культурный парк Соляной горы[исп.], Кардона. Образован в 2003 году после прекращения добычи соли.
- Природный мост и средневековый канал[кат.] длиной в 26 км, Манреса.
- Пещера Святого Игнатия[исп.], Манреса. Монастырь, воздвигнутый на месте грота, в котором в 1522—1523 годах жил Игнатий де Лойола.
- Геологический музей имени Валенти Мазаха[кат.], Манреса.
- Образовательный центр «Дом природы „La Culla“», Манреса.
- Центр документаций и исследований. С 2011 года размещается в Библиотеке университетского кампуса Манресы Политехнического университета Каталонии[англ.].